# Gușoianca
Gușoianca – wieś w Rumunii, w okręgu Vâlcea, w gminie Gușoeni. W 2011 roku liczyła 291 mieszkańców.